# Interlands Sloveens voetbalelftal 2020-2029
Deze pagina toont een chronologisch en gedetailleerd overzicht van de interlands die het Sloveens voetbalelftal speelt en heeft gespeeld in de periode 2020 – 2029.

## Interlands

### 2020
|                                                                                     |          |       |             |                                                                              |
| 3 september UEFA Nations League Groep C3 № 247 «onderlinge duels» 20:45 uur (UTC+2) | Slovenië | 0 – 0 | Griekenland | Stožicestadion, Ljubljana Toeschouwers: 0 Scheidsrechter: Bobby Madden (SCO) |
| 3 september UEFA Nations League Groep C3 № 247 «onderlinge duels» 20:45 uur (UTC+2) |          |       |             | Stožicestadion, Ljubljana Toeschouwers: 0 Scheidsrechter: Bobby Madden (SCO) |

|                                                                                     |                  |       |          |                                                                                |
| 6 september UEFA Nations League Groep C3 № 248 «onderlinge duels» 18:00 uur (UTC+2) | Slovenië         | 1 – 0 | Moldavië | Stožicestadion, Ljubljana Toeschouwers: 0 Scheidsrechter: Jérôme Brisard (FRA) |
| 6 september UEFA Nations League Groep C3 № 248 «onderlinge duels» 18:00 uur (UTC+2) | Damjan Bohar 28' |       |          | Stožicestadion, Ljubljana Toeschouwers: 0 Scheidsrechter: Jérôme Brisard (FRA) |

|                                                                        |                                                                                 |       |            |                                                                                      |
| 7 oktober Vriendschappelijk № 249 «onderlinge duels» 20:45 uur (UTC+2) | Slovenië                                                                        | 4 – 0 | San Marino | Stožicestadion, Ljubljana Toeschouwers: 500 Scheidsrechter: Sebastian Gishamer (AUT) |
| 7 oktober Vriendschappelijk № 249 «onderlinge duels» 20:45 uur (UTC+2) | Nemanja Mitrovič 17' Haris Vučkić 25' (pen.) Nemanja Mitrovič 42' Rajko Rep 48' |       |            | Stožicestadion, Ljubljana Toeschouwers: 500 Scheidsrechter: Sebastian Gishamer (AUT) |

|                                                                                    |        |                  |          |                                                                                   |
| 11 oktober UEFA Nations League Groep C3 № 250 «onderlinge duels» 20:45 uur (UTC+2) | Kosovo | 0 – 1            | Slovenië | Fadil Vokrristadion, Pristina Toeschouwers: 0 Scheidsrechter: Andrew Madley (ENG) |
| 11 oktober UEFA Nations League Groep C3 № 250 «onderlinge duels» 20:45 uur (UTC+2) |        | 22' Haris Vučkić |          | Fadil Vokrristadion, Pristina Toeschouwers: 0 Scheidsrechter: Andrew Madley (ENG) |

|                                                                                    |          |                                                                                  |          |                                                                             |
| 14 oktober UEFA Nations League Groep C3 № 251 «onderlinge duels» 21:45 uur (UTC+3) | Moldavië | 0 – 4                                                                            | Slovenië | Zimbrustadion, Chisinau Toeschouwers: 0 Scheidsrechter: João Pinheiro (POR) |
| 14 oktober UEFA Nations League Groep C3 № 251 «onderlinge duels» 21:45 uur (UTC+3) |          | 8' Sandi Lovrić 37' (pen.) Haris Vučkić 42' Haris Vučkić 55' (pen.) Haris Vučkić |          | Zimbrustadion, Chisinau Toeschouwers: 0 Scheidsrechter: João Pinheiro (POR) |

|                                                                          |          |       |              |                                                                               |
| 11 november Vriendschappelijk № 252 «onderlinge duels» 20:45 uur (UTC+1) | Slovenië | 0 – 0 | Azerbeidzjan | Stožicestadion, Ljubljana Toeschouwers: 0 Scheidsrechter: Ferenc Karakó (HUN) |
| 11 november Vriendschappelijk № 252 «onderlinge duels» 20:45 uur (UTC+1) |          |       |              | Stožicestadion, Ljubljana Toeschouwers: 0 Scheidsrechter: Ferenc Karakó (HUN) |

|                                                                                     |                                             |       |                  |                                                                                    |
| 15 november UEFA Nations League Groep C3 № 253 «onderlinge duels» 20:45 uur (UTC+1) | Slovenië                                    | 2 – 1 | Kosovo           | Stožicestadion, Ljubljana Toeschouwers: 0 Scheidsrechter: Bartosz Frankowski (POL) |
| 15 november UEFA Nations League Groep C3 № 253 «onderlinge duels» 20:45 uur (UTC+1) | Jasmin Kurtić 63' Josip Iličić 90+4' (pen.) |       | 58' Vedat Muriqi | Stožicestadion, Ljubljana Toeschouwers: 0 Scheidsrechter: Bartosz Frankowski (POL) |

|                                                                                     |             |       |          |                                                                                               |
| 18 november UEFA Nations League Groep C3 № 254 «onderlinge duels» 21:45 uur (UTC+2) | Griekenland | 0 – 0 | Slovenië | Georgios Kamarasstadion, Athene Toeschouwers: 0 Scheidsrechter: Carlos del Cerro Grande (ESP) |
| 18 november UEFA Nations League Groep C3 № 254 «onderlinge duels» 21:45 uur (UTC+2) |             |       |          | Georgios Kamarasstadion, Athene Toeschouwers: 0 Scheidsrechter: Carlos del Cerro Grande (ESP) |

### 2021
|                                                                             |                  |       |         |                                                                                     |
| 24 maart WK-kwalificatie Groep H № 255 «onderlinge duels» 20:45 uur (UTC+1) | Slovenië         | 1 – 0 | Kroatië | Stožicestadion, Ljubljana Toeschouwers: 0 Scheidsrechter: Antonio Mateu Lahoz (ESP) |
| 24 maart WK-kwalificatie Groep H № 255 «onderlinge duels» 20:45 uur (UTC+1) | Sandi Lovrić 15' |       |         | Stožicestadion, Ljubljana Toeschouwers: 0 Scheidsrechter: Antonio Mateu Lahoz (ESP) |

|                                                                             |                                       |       |                  |                                                                                           |
| 27 maart WK-kwalificatie Groep H № 256 «onderlinge duels» 17:00 uur (UTC+3) | Rusland                               | 2 – 1 | Slovenië         | Olympisch Stadion Fisjt, Sotsji Toeschouwers: 13.008 Scheidsrechter: Marco Di Bello (ITA) |
| 27 maart WK-kwalificatie Groep H № 256 «onderlinge duels» 17:00 uur (UTC+3) | Artjom Dzjoeba 26' Artjom Dzjoeba 35' |       | 36' Josip Iličić | Olympisch Stadion Fisjt, Sotsji Toeschouwers: 13.008 Scheidsrechter: Marco Di Bello (ITA) |

|                                                                             |                    |       |          |                                                                           |
| 30 maart WK-kwalificatie Groep H № 257 «onderlinge duels» 19:00 uur (UTC+3) | Cyprus             | 1 – 0 | Slovenië | GSP-stadion, Nicosia Toeschouwers: 0 Scheidsrechter: Andreas Ekberg (SWE) |
| 30 maart WK-kwalificatie Groep H № 257 «onderlinge duels» 19:00 uur (UTC+3) | Ioannis Pittas 42' |       |          | GSP-stadion, Nicosia Toeschouwers: 0 Scheidsrechter: Andreas Ekberg (SWE) |

|                                                                     |                 |       |                     |                                                                                     |
| 1 juni Vriendschappelijk № 258 «onderlinge duels» 18:00 uur (UTC+2) | Noord-Macedonië | 1 – 1 | Slovenië            | Toše Proeskiarena, Skopje Toeschouwers: 10.000 Scheidsrechter: Besfort Kasumi (KOS) |
| 1 juni Vriendschappelijk № 258 «onderlinge duels» 18:00 uur (UTC+2) | Eljif Elmas 55' |       | 90+7' Domen Črnigoj | Toše Proeskiarena, Skopje Toeschouwers: 10.000 Scheidsrechter: Besfort Kasumi (KOS) |

|                                                                     | |       |           |                                                                                 |
| 4 juni Vriendschappelijk № 259 «onderlinge duels» 20:45 uur (UTC+2) | Slovenië                                                                                               | 6 – 0 | Gibraltar | Bonifikastadion, Koper Toeschouwers: 1.035 Scheidsrechter: Haris Kaljanac (BIH) |
| 4 juni Vriendschappelijk № 259 «onderlinge duels» 20:45 uur (UTC+2) | Andraž Šporar 11' Josip Iličić 17' Andraž Šporar 34' Jan Mlakar 38' Josip Iličić 57' Jon Stanković 61' |       |           | Bonifikastadion, Koper Toeschouwers: 1.035 Scheidsrechter: Haris Kaljanac (BIH) |

|                                                                                |                      |       |                    | |
| 1 september WK-kwalificatie Groep H № 260 «onderlinge duels» 20:45 uur (UTC+2) | Slovenië             | 1 – 1 | Slowakije          | Stožicestadion, Ljubljana Toeschouwers: 4.034 Scheidsrechter: István Kovács (ROU) Video-assistent: Christian Dingert (GER) |
| 1 september WK-kwalificatie Groep H № 260 «onderlinge duels» 20:45 uur (UTC+2) | Petar Stojanović 42' |       | 32' Róbert Boženík | Stožicestadion, Ljubljana Toeschouwers: 4.034 Scheidsrechter: István Kovács (ROU) Video-assistent: Christian Dingert (GER) |

|                                                                                |                         |       |       | |
| 4 september WK-kwalificatie Groep H № 261 «onderlinge duels» 18:00 uur (UTC+2) | Slovenië                | 1 – 0 | Malta | Stožicestadion, Ljubljana Toeschouwers: 4.571 Scheidsrechter: Andris Treimanis (LAT) Video-assistent: Kevin Blom (NED) |
| 4 september WK-kwalificatie Groep H № 261 «onderlinge duels» 18:00 uur (UTC+2) | Sandi Lovrić 45' (pen.) |       |       | Stožicestadion, Ljubljana Toeschouwers: 4.571 Scheidsrechter: Andris Treimanis (LAT) Video-assistent: Kevin Blom (NED) |

|                                                                                |                                                        |       |          | |
| 7 september WK-kwalificatie Groep H № 262 «onderlinge duels» 20:45 uur (UTC+2) | Kroatië                                                | 3 – 0 | Slovenië | Poljudstadion, Split Toeschouwers: 16.237 Scheidsrechter: Clément Turpin (FRA) Video-assistent: François Letexier (FRA) |
| 7 september WK-kwalificatie Groep H № 262 «onderlinge duels» 20:45 uur (UTC+2) | Marko Livaja 33' Mario Pašalić 66' Nikola Vlašić 90+4' |       |          | Poljudstadion, Split Toeschouwers: 16.237 Scheidsrechter: Clément Turpin (FRA) Video-assistent: François Letexier (FRA) |

|                                                                              |       |                                                                        |          | |
| 8 oktober WK-kwalificatie Groep H № 263 «onderlinge duels» 20:45 uur (UTC+2) | Malta | 0 – 4                                                                  | Slovenië | Ta' Qalistadion, Ta' Qali Toeschouwers: 3.967 Scheidsrechter: Anastasios Sidiropoulos (GRE) Video-assistent: Ioannis Papadopoulos (GRE) |
| 8 oktober WK-kwalificatie Groep H № 263 «onderlinge duels» 20:45 uur (UTC+2) |       | 27' Josip Iličić 49' Andraž Šporar 60' Josip Iličić 67' Benjamin Šeško |          | Ta' Qalistadion, Ta' Qali Toeschouwers: 3.967 Scheidsrechter: Anastasios Sidiropoulos (GRE) Video-assistent: Ioannis Papadopoulos (GRE) |

|                                                                               |                  |       |                                      | |
| 11 oktober WK-kwalificatie Groep H № 264 «onderlinge duels» 20:45 uur (UTC+2) | Slovenië         | 1 – 2 | Rusland                              | Ljudski vrt-stadion, Maribor Toeschouwers: 6.524 Scheidsrechter: Artur Soares Dias (POR) Video-assistent: João Pinheiro (POR) |
| 11 oktober WK-kwalificatie Groep H № 264 «onderlinge duels» 20:45 uur (UTC+2) | Josip Iličić 40' |       | 28' Igor Divejev 32' Georgi Dzjikija | Ljudski vrt-stadion, Maribor Toeschouwers: 6.524 Scheidsrechter: Artur Soares Dias (POR) Video-assistent: João Pinheiro (POR) |

|                                                                                |                                          |       |                               | |
| 11 november WK-kwalificatie Groep H № 265 «onderlinge duels» 20:45 uur (UTC+1) | Slowakije                                | 2 – 2 | Slovenië                      | Štadión Antona Malatinského, Trnava Toeschouwers: 2.726 Scheidsrechter: Mattias Gestranius (FIN) Video-assistent: Mete Kalkavan (TUR) |
| 11 november WK-kwalificatie Groep H № 265 «onderlinge duels» 20:45 uur (UTC+1) | Ondrej Duda 58' (pen.) David Strelec 74' |       | 18' Miha Zajc 62' Miha Mevlja | Štadión Antona Malatinského, Trnava Toeschouwers: 2.726 Scheidsrechter: Mattias Gestranius (FIN) Video-assistent: Mete Kalkavan (TUR) |

|                                                                                |                                     |       |                          | |
| 14 november WK-kwalificatie Groep H № 266 «onderlinge duels» 15:00 uur (UTC+1) | Slovenië                            | 2 – 1 | Cyprus                   | Stožicestadion, Ljubljana Toeschouwers: 5.117 Scheidsrechter: Sergej Ivanov (RUS) Video-assistent: Vitali Mesjkov (RUS) |
| 14 november WK-kwalificatie Groep H № 266 «onderlinge duels» 15:00 uur (UTC+1) | Miha Zajc 48' Adam Gnezda Čerin 84' |       | 89' Andronikos Kakoullis | Stožicestadion, Ljubljana Toeschouwers: 5.117 Scheidsrechter: Sergej Ivanov (RUS) Video-assistent: Vitali Mesjkov (RUS) |

### 2022
|                                                                       |                     |       |                  |                                                                                            |
| 26 maart Vriendschappelijk № 267 «onderlinge duels» 17:00 uur (UTC+3) | Kroatië             | 1 – 1 | Slovenië         | Education Citystadion, Ar Rayyan Toeschouwers: 3.000 Scheidsrechter: Abdullah Jamali (KUW) |
| 26 maart Vriendschappelijk № 267 «onderlinge duels» 17:00 uur (UTC+3) | Andrej Kramarić 39' |       | 90+1' Jaka Bijol | Education Citystadion, Ar Rayyan Toeschouwers: 3.000 Scheidsrechter: Abdullah Jamali (KUW) |

|                                                                       |       |       |          |                                                                                            |
| 29 maart Vriendschappelijk № 268 «onderlinge duels» 20:30 uur (UTC+3) | Qatar | 0 – 0 | Slovenië | Education Citystadion, Ar Rayyan Toeschouwers: onb. Scheidsrechter: Youssef Essrayri (TUN) |
| 29 maart Vriendschappelijk № 268 «onderlinge duels» 20:30 uur (UTC+3) |       |       |          | Education Citystadion, Ar Rayyan Toeschouwers: onb. Scheidsrechter: Youssef Essrayri (TUN) |

|                                                                                |          |                                               |        | |
| 2 juni UEFA Nations League Groep B4 № 269 «onderlinge duels» 20:45 uur (UTC+2) | Slovenië | 0 – 2                                         | Zweden | Stožicestadion, Ljubljana Toeschouwers: 5.123 Scheidsrechter: Ruddy Buquet (FRA) Video-assistent: Willy Delajod (FRA) |
| 2 juni UEFA Nations League Groep B4 № 269 «onderlinge duels» 20:45 uur (UTC+2) |          | 39' (pen.) Emil Forsberg 88' Dejan Kulusevski |        | Stožicestadion, Ljubljana Toeschouwers: 5.123 Scheidsrechter: Ruddy Buquet (FRA) Video-assistent: Willy Delajod (FRA) |

|                                                                                |                                                                                           |       |                      | |
| 5 juni UEFA Nations League Groep B4 № 270 «onderlinge duels» 20:45 uur (UTC+2) | Servië                                                                                    | 4 – 1 | Slovenië             | Rode Sterstadion, Belgrado Toeschouwers: 10.925 Scheidsrechter: Jesús Gil Manzano (ESP) Video-assistent: Alejandro Hernández (ESP) |
| 5 juni UEFA Nations League Groep B4 № 270 «onderlinge duels» 20:45 uur (UTC+2) | Aleksandar Mitrović 24' Sergej Milinković-Savić 56' Luka Jović 85' Nemanja Radonjić 90+2' |       | 30' Petar Stojanović | Rode Sterstadion, Belgrado Toeschouwers: 10.925 Scheidsrechter: Jesús Gil Manzano (ESP) Video-assistent: Alejandro Hernández (ESP) |

|                                                                                |           |       |          | |
| 9 juni UEFA Nations League Groep B4 № 271 «onderlinge duels» 20:45 uur (UTC+2) | Noorwegen | 0 – 0 | Slovenië | Ullevaalstadion, Oslo Toeschouwers: 18.134 Scheidsrechter: Fábio Veríssimo (POR) Video-assistent: Artur Soares Dias (POR) |
| 9 juni UEFA Nations League Groep B4 № 271 «onderlinge duels» 20:45 uur (UTC+2) |           |       |          | Ullevaalstadion, Oslo Toeschouwers: 18.134 Scheidsrechter: Fábio Veríssimo (POR) Video-assistent: Artur Soares Dias (POR) |

|                                                                                 |                                          |       |                                             | |
| 12 juni UEFA Nations League Groep B4 № 272 «onderlinge duels» 20:45 uur (UTC+2) | Slovenië                                 | 2 – 2 | Servië                                      | Stožicestadion, Ljubljana Toeschouwers: 13.782 Scheidsrechter: Maurizio Mariani (ITA) Video-assistent: Massimiliano Irrati (ITA) |
| 12 juni UEFA Nations League Groep B4 № 272 «onderlinge duels» 20:45 uur (UTC+2) | Adam Gnezda Čerin 48' Benjamin Šeško 53' |       | 8' Andrija Živković 35' Aleksandar Mitrović | Stožicestadion, Ljubljana Toeschouwers: 13.782 Scheidsrechter: Maurizio Mariani (ITA) Video-assistent: Massimiliano Irrati (ITA) |

|                                                                                      |                                      |       |                          | |
| 24 september UEFA Nations League Groep B4 № 273 «onderlinge duels» 18:00 uur (UTC+2) | Slovenië                             | 2 – 1 | Noorwegen                | Stožicestadion, Ljubljana Toeschouwers: 14.824 Scheidsrechter: Lawrence Visser (BEL) Video-assistent: Bram Van Driessche (BEL) |
| 24 september UEFA Nations League Groep B4 № 273 «onderlinge duels» 18:00 uur (UTC+2) | Andraž Šporar 69' Benjamin Šeško 81' |       | 47' Erling Braut Haaland | Stožicestadion, Ljubljana Toeschouwers: 14.824 Scheidsrechter: Lawrence Visser (BEL) Video-assistent: Bram Van Driessche (BEL) |

|                                                                                      |                   |       |                    | |
| 27 september UEFA Nations League Groep B4 № 274 «onderlinge duels» 20:45 uur (UTC+2) | Zweden            | 1 – 1 | Slovenië           | Friends Arena, Solna Toeschouwers: 22.895 Scheidsrechter: Felix Zwayer (GER) Video-assistent: Marco Fritz (GER) |
| 27 september UEFA Nations League Groep B4 № 274 «onderlinge duels» 20:45 uur (UTC+2) | Emil Forsberg 42' |       | 28' Benjamin Šeško | Friends Arena, Solna Toeschouwers: 22.895 Scheidsrechter: Felix Zwayer (GER) Video-assistent: Marco Fritz (GER) |

|                                                                          |                  |       |                                      |                                                                                   |
| 17 november Vriendschappelijk № 275 «onderlinge duels» 18:30 uur (UTC+2) | Roemenië         | 1 – 2 | Slovenië                             | Cluj Arena, Cluj-Napoca Toeschouwers: 6.845 Scheidsrechter: Nicolas Laforge (BEL) |
| 17 november Vriendschappelijk № 275 «onderlinge duels» 18:30 uur (UTC+2) | Denis Drăguș 64' |       | 26' Benjamin Šeško 32' Andraž Šporar | Cluj Arena, Cluj-Napoca Toeschouwers: 6.845 Scheidsrechter: Nicolas Laforge (BEL) |

|                                                                          |               |       |            |                                                                                        |
| 20 november Vriendschappelijk № 276 «onderlinge duels» 15:00 uur (UTC+1) | Slovenië      | 1 – 0 | Montenegro | Stožicestadion, Ljubljana Toeschouwers: 11.165 Scheidsrechter: Christopher Jäger (AUT) |
| 20 november Vriendschappelijk № 276 «onderlinge duels» 15:00 uur (UTC+1) | Miha Zajc 42' |       |            | Stožicestadion, Ljubljana Toeschouwers: 11.165 Scheidsrechter: Christopher Jäger (AUT) |

### 2023
|                                                                             |                      |       |                                    | |
| 23 maart EK-kwalificatie Groep H № 277 «onderlinge duels» 21:00 uur (UTC+6) | Kazachstan           | 1 – 2 | Slovenië                           | Astana Arena, Astana Toeschouwers: 27.122 Scheidsrechter: Glenn Nyberg (SWE) Video-assistent: Fedayi San (SUI) |
| 23 maart EK-kwalificatie Groep H № 277 «onderlinge duels» 21:00 uur (UTC+6) | Maksim Samorodov 24' |       | 47' David Brekalo 78' Žan Vipotnik | Astana Arena, Astana Toeschouwers: 27.122 Scheidsrechter: Glenn Nyberg (SWE) Video-assistent: Fedayi San (SUI) |

|                                                                             |                                               |       |            | |
| 26 maart EK-kwalificatie Groep H № 278 «onderlinge duels» 18:00 uur (UTC+2) | Slovenië                                      | 2 – 0 | San Marino | Stožicestadion, Ljubljana Toeschouwers: 10.282 Scheidsrechter: Nathan Verboomen (BEL) Video-assistent: Lawrence Visser (BEL) |
| 26 maart EK-kwalificatie Groep H № 278 «onderlinge duels» 18:00 uur (UTC+2) | Benjamin Šeško 56' Roberto Di Maio 60' (e.d.) |       |            | Stožicestadion, Ljubljana Toeschouwers: 10.282 Scheidsrechter: Nathan Verboomen (BEL) Video-assistent: Lawrence Visser (BEL) |

|                                                                            |                                       |       |          | |
| 16 juni EK-kwalificatie Groep H № 279 «onderlinge duels» 19:00 uur (UTC+3) | Finland                               | 2 – 0 | Slovenië | Olympisch Stadion, Helsinki Toeschouwers: 32.560 Scheidsrechter: Guillermo Cuadra Fernández (ESP) Video-assistent: Ricardo de Burgos Bengoetxea (ESP) |
| 16 juni EK-kwalificatie Groep H № 279 «onderlinge duels» 19:00 uur (UTC+3) | Joel Pohjanpalo 13' Oliver Antman 64' |       |          | Olympisch Stadion, Helsinki Toeschouwers: 32.560 Scheidsrechter: Guillermo Cuadra Fernández (ESP) Video-assistent: Ricardo de Burgos Bengoetxea (ESP) |

|                                                                            |                   |       |                    | |
| 19 juni EK-kwalificatie Groep H № 280 «onderlinge duels» 20:45 uur (UTC+2) | Slovenië          | 1 – 1 | Denemarken         | Stožicestadion, Ljubljana Toeschouwers: 14.382 Scheidsrechter: François Letexier (FRA) Video-assistent: Jérôme Brisard (FRA) |
| 19 juni EK-kwalificatie Groep H № 280 «onderlinge duels» 20:45 uur (UTC+2) | Andraž Šporar 25' |       | 42' Rasmus Højlund | Stožicestadion, Ljubljana Toeschouwers: 14.382 Scheidsrechter: François Letexier (FRA) Video-assistent: Jérôme Brisard (FRA) |

|                                                                                |                                                                              |       |                                | |
| 7 september EK-kwalificatie Groep H № 281 «onderlinge duels» 20:45 uur (UTC+2) | Slovenië                                                                     | 4 – 2 | Noord-Ierland                  | Stožicestadion, Ljubljana Toeschouwers: 12.587 Scheidsrechter: Marco Guida (ITA) Video-assistent: Massimiliano Irrati (ITA) |
| 7 september EK-kwalificatie Groep H № 281 «onderlinge duels» 20:45 uur (UTC+2) | Andraž Šporar 3' Jonny Evans 17' (e.d.) Benjamin Šeško 42' Andraž Šporar 56' |       | 7' Isaac Price 53' Jonny Evans | Stožicestadion, Ljubljana Toeschouwers: 12.587 Scheidsrechter: Marco Guida (ITA) Video-assistent: Massimiliano Irrati (ITA) |

|                                                                                 |            |                                                                   |          | |
| 10 september EK-kwalificatie Groep H № 282 «onderlinge duels» 20:45 uur (UTC+2) | San Marino | 0 – 4                                                             | Slovenië | Stadio Olimpico, Serravalle Toeschouwers: 844 Scheidsrechter: Mykola Balakin (UKR) Video-assistent: Paweł Pskit (POL) |
| 10 september EK-kwalificatie Groep H № 282 «onderlinge duels» 20:45 uur (UTC+2) |            | 4' Žan Vipotnik 16' Jan Mlakar 61' Sandi Lovrić 67' Žan Karničnik |          | Stadio Olimpico, Serravalle Toeschouwers: 844 Scheidsrechter: Mykola Balakin (UKR) Video-assistent: Paweł Pskit (POL) |

|                                                                               |                                                               |       |         | |
| 14 oktober EK-kwalificatie Groep H № 283 «onderlinge duels» 18:00 uur (UTC+2) | Slovenië                                                      | 3 – 0 | Finland | Stožicestadion, Ljubljana Toeschouwers: 15.823 Scheidsrechter: Daniele Orsato (ITA) Video-assistent: Massimiliano Irrati (ITA) |
| 14 oktober EK-kwalificatie Groep H № 283 «onderlinge duels» 18:00 uur (UTC+2) | Benjamin Šeško 16' (pen.) Benjamin Šeško 28' Erik Janža 90+2' |       |         | Stožicestadion, Ljubljana Toeschouwers: 15.823 Scheidsrechter: Daniele Orsato (ITA) Video-assistent: Massimiliano Irrati (ITA) |

|                                                                               |               |                      |          | |
| 17 oktober EK-kwalificatie Groep H № 284 «onderlinge duels» 19:45 uur (UTC+1) | Noord-Ierland | 0 – 1                | Slovenië | Windsor Park, Belfast Toeschouwers: 16.332 Scheidsrechter: István Kovács (ROU) Video-assistent: Marco Fritz (GER) |
| 17 oktober EK-kwalificatie Groep H № 284 «onderlinge duels» 19:45 uur (UTC+1) |               | 5' Adam Gnezda Čerin |          | Windsor Park, Belfast Toeschouwers: 16.332 Scheidsrechter: István Kovács (ROU) Video-assistent: Marco Fritz (GER) |

|                                                                                |                                     |       |                | |
| 17 november EK-kwalificatie Groep H № 285 «onderlinge duels» 20:45 uur (UTC+1) | Denemarken                          | 2 – 1 | Slovenië       | Parken, Kopenhagen Toeschouwers: 35.608 Scheidsrechter: José María Sánchez Martínez (ESP) Video-assistent: Alejandro Hernández (ESP) |
| 17 november EK-kwalificatie Groep H № 285 «onderlinge duels» 20:45 uur (UTC+1) | Joakim Mæhle 26' Thomas Delaney 54' |       | 30' Erik Janža | Parken, Kopenhagen Toeschouwers: 35.608 Scheidsrechter: José María Sánchez Martínez (ESP) Video-assistent: Alejandro Hernández (ESP) |

|                                                                                |                                               |       |                    | |
| 20 november EK-kwalificatie Groep H № 286 «onderlinge duels» 20:45 uur (UTC+1) | Slovenië                                      | 2 – 1 | Kazachstan         | Stožicestadion, Ljubljana Toeschouwers: 16.432 Scheidsrechter: Szymon Marciniak (POL) Video-assistent: Tomasz Kwiatkowski (POL) |
| 20 november EK-kwalificatie Groep H № 286 «onderlinge duels» 20:45 uur (UTC+1) | Benjamin Šeško 41' (pen.) Benjamin Verbič 86' |       | 48' Ramazan Orazov | Stožicestadion, Ljubljana Toeschouwers: 16.432 Scheidsrechter: Szymon Marciniak (POL) Video-assistent: Tomasz Kwiatkowski (POL) |

### 2024
|                                                                         |                  |                   |          |                                                                                         |
| 20 januari Vriendschappelijk № 287 «onderlinge duels» 14:00 uur (UTC−6) | Verenigde Staten | 0 – 1             | Slovenië | Toyota Field, San Antonio Toeschouwers: 9.191 Scheidsrechter: Pierre-Luc Lauzière (CAN) |
| 20 januari Vriendschappelijk № 287 «onderlinge duels» 14:00 uur (UTC−6) |                  | 26' Nejc Gradišar |          | Toyota Field, San Antonio Toeschouwers: 9.191 Scheidsrechter: Pierre-Luc Lauzière (CAN) |

|                                                                       |                                            |       |                                      |                                                                                  |
| 21 maart Vriendschappelijk № 288 «onderlinge duels» 19:00 uur (UTC+1) | Malta                                      | 2 – 2 | Slovenië                             | Ta' Qalistadion, Ta' Qali Toeschouwers: 1.652 Scheidsrechter: Sandi Putros (DEN) |
| 21 maart Vriendschappelijk № 288 «onderlinge duels» 19:00 uur (UTC+1) | Matthew Guillaumier 54' Stephen Pisani 58' |       | 28' Andraž Šporar 81' Benjamin Šeško | Ta' Qalistadion, Ta' Qali Toeschouwers: 1.652 Scheidsrechter: Sandi Putros (DEN) |

|                                                                       |                                       |       |          |                                                                                   |
| 26 maart Vriendschappelijk № 289 «onderlinge duels» 20:45 uur (UTC+1) | Slovenië                              | 2 – 0 | Portugal | Stožicestadion, Ljubljana Toeschouwers: 16.432 Scheidsrechter: Irfan Peljto (BIH) |
| 26 maart Vriendschappelijk № 289 «onderlinge duels» 20:45 uur (UTC+1) | Adam Gnezda Čerin 72' Timi Elšnik 80' |       |          | Stožicestadion, Ljubljana Toeschouwers: 16.432 Scheidsrechter: Irfan Peljto (BIH) |

|                                                                     |                                 |       |                      |                                                                                     |
| 4 juni Vriendschappelijk № 290 «onderlinge duels» 18:00 uur (UTC+2) | Slovenië                        | 2 – 1 | Armenië              | Stožicestadion, Ljubljana Toeschouwers: 8.389 Scheidsrechter: Andreas Argyrou (CYP) |
| 4 juni Vriendschappelijk № 290 «onderlinge duels» 18:00 uur (UTC+2) | Jan Mlakar 11' Josip Iličić 63' |       | 56' Varazdat Harojan | Stožicestadion, Ljubljana Toeschouwers: 8.389 Scheidsrechter: Andreas Argyrou (CYP) |

|                                                                     |                   |       |                          |                                                                                     |
| 8 juni Vriendschappelijk № 291 «onderlinge duels» 15:00 uur (UTC+2) | Slovenië          | 1 – 1 | Bulgarije                | Stožicestadion, Ljubljana Toeschouwers: 11.037 Scheidsrechter: Arda Kardeşler (TUR) |
| 8 juni Vriendschappelijk № 291 «onderlinge duels» 15:00 uur (UTC+2) | Andraž Šporar 14' |       | 4' (pen.) Kiril Despodov | Stožicestadion, Ljubljana Toeschouwers: 11.037 Scheidsrechter: Arda Kardeşler (TUR) |

| EK 2024 |
| ------- |

|                                                                         |                |       |                       | |
| 16 juni EK-eindronde Groep C № 292 «onderlinge duels» 18:00 uur (UTC+2) | Slovenië       | 1 – 1 | Denemarken            | MHPArena, Stuttgart Toeschouwers: 54.000 Scheidsrechter: Sandro Schärer (SUI) Video-assistent: Fedayi San (SUI) |
| 16 juni EK-eindronde Groep C № 292 «onderlinge duels» 18:00 uur (UTC+2) | Erik Janža 77' |       | 17' Christian Eriksen | MHPArena, Stuttgart Toeschouwers: 54.000 Scheidsrechter: Sandro Schärer (SUI) Video-assistent: Fedayi San (SUI) |

|                                                                         |                   |       |                  | |
| 20 juni EK-eindronde Groep C № 293 «onderlinge duels» 15:00 uur (UTC+2) | Slovenië          | 1 – 1 | Servië           | Allianz Arena, München Toeschouwers: 63.028 Scheidsrechter: István Kovács (ROU) Video-assistent: Pol van Boekel (NED) |
| 20 juni EK-eindronde Groep C № 293 «onderlinge duels» 15:00 uur (UTC+2) | Žan Karničnik 69' |       | 90+5' Luka Jović | Allianz Arena, München Toeschouwers: 63.028 Scheidsrechter: István Kovács (ROU) Video-assistent: Pol van Boekel (NED) |

|                                                                         |          |       |          | |
| 25 juni EK-eindronde Groep C № 294 «onderlinge duels» 21:00 uur (UTC+2) | Engeland | 0 – 0 | Slovenië | RheinEnergieStadion, Keulen Toeschouwers: 41.536 Scheidsrechter: Clément Turpin (FRA) Video-assistent: Jérôme Brisard (FRA) |
| 25 juni EK-eindronde Groep C № 294 «onderlinge duels» 21:00 uur (UTC+2) |          |       |          | RheinEnergieStadion, Keulen Toeschouwers: 41.536 Scheidsrechter: Clément Turpin (FRA) Video-assistent: Jérôme Brisard (FRA) |

|                                                                               |                                                  |              |                                            | |
| 1 juli EK-eindronde Achtste finale № 295 «onderlinge duels» 21:00 uur (UTC+2) | Portugal                                         | 0 – 0 (n.v.) | Slovenië                                   | Deutsche Bank Park, Frankfurt am Main Toeschouwers: 46.576 Scheidsrechter: Daniele Orsato (ITA) Video-assistent: Massimiliano Irrati (ITA) |
| 1 juli EK-eindronde Achtste finale № 295 «onderlinge duels» 21:00 uur (UTC+2) |                                                  |              |                                            | Deutsche Bank Park, Frankfurt am Main Toeschouwers: 46.576 Scheidsrechter: Daniele Orsato (ITA) Video-assistent: Massimiliano Irrati (ITA) |
| 1 juli EK-eindronde Achtste finale № 295 «onderlinge duels» 21:00 uur (UTC+2) | Strafschoppen                                    |              |                                            | Deutsche Bank Park, Frankfurt am Main Toeschouwers: 46.576 Scheidsrechter: Daniele Orsato (ITA) Video-assistent: Massimiliano Irrati (ITA) |
| 1 juli EK-eindronde Achtste finale № 295 «onderlinge duels» 21:00 uur (UTC+2) | Cristiano Ronaldo Bruno Fernandes Bernardo Silva | 3 – 0        | Josip Iličić Jure Balkovec Benjamin Verbič | Deutsche Bank Park, Frankfurt am Main Toeschouwers: 46.576 Scheidsrechter: Daniele Orsato (ITA) Video-assistent: Massimiliano Irrati (ITA) |

|  |  |  |  |  |  |  |  |  |

|                                                                                     |                           |       |                   | |
| 6 september UEFA Nations League Groep B3 № 296 «onderlinge duels» 20:45 uur (UTC+2) | Slovenië                  | 1 – 1 | Oostenrijk        | Stožicestadion, Ljubljana Toeschouwers: 14.834 Scheidsrechter: Radu Petrescu (ROU) Video-assistent: Cătălin Popa (ROU) |
| 6 september UEFA Nations League Groep B3 № 296 «onderlinge duels» 20:45 uur (UTC+2) | Benjamin Šeško 16' (pen.) |       | 28' Konrad Laimer | Stožicestadion, Ljubljana Toeschouwers: 14.834 Scheidsrechter: Radu Petrescu (ROU) Video-assistent: Cătălin Popa (ROU) |

|                                                                                     |                                                          |       |            | |
| 9 september UEFA Nations League Groep B3 № 297 «onderlinge duels» 20:45 uur (UTC+2) | Slovenië                                                 | 3 – 0 | Kazachstan | Stožicestadion, Ljubljana Toeschouwers: 9.814 Scheidsrechter: João Pinheiro (POR) Video-assistent: Hugo Miguel (POR) |
| 9 september UEFA Nations League Groep B3 № 297 «onderlinge duels» 20:45 uur (UTC+2) | Benjamin Šeško 23' Benjamin Šeško 28' Benjamin Šeško 63' |       |            | Stožicestadion, Ljubljana Toeschouwers: 9.814 Scheidsrechter: João Pinheiro (POR) Video-assistent: Hugo Miguel (POR) |

|                                                                                    |                                                                        |       |          | |
| 10 oktober UEFA Nations League Groep B3 № 298 «onderlinge duels» 20:45 uur (UTC+2) | Noorwegen                                                              | 3 – 0 | Slovenië | Ullevaalstadion, Oslo Toeschouwers: 23.341 Scheidsrechter: Manfredas Lukjančukas (LTU) Video-assistent: Christian Dingert (GER) |
| 10 oktober UEFA Nations League Groep B3 № 298 «onderlinge duels» 20:45 uur (UTC+2) | Erling Braut Haaland 7' Alexander Sørloth 52' Erling Braut Haaland 62' |       |          | Ullevaalstadion, Oslo Toeschouwers: 23.341 Scheidsrechter: Manfredas Lukjančukas (LTU) Video-assistent: Christian Dingert (GER) |

|                                                                                    |            |                |          | |
| 13 oktober UEFA Nations League Groep B3 № 299 «onderlinge duels» 18:00 uur (UTC+5) | Kazachstan | 0 – 1          | Slovenië | Centraalstadion, Almaty Toeschouwers: 19.783 Scheidsrechter: Craig Pawson (ENG) Video-assistent: Peter Bankes (ENG) |
| 13 oktober UEFA Nations League Groep B3 № 299 «onderlinge duels» 18:00 uur (UTC+5) |            | 55' Jan Mlakar |          | Centraalstadion, Almaty Toeschouwers: 19.783 Scheidsrechter: Craig Pawson (ENG) Video-assistent: Peter Bankes (ENG) |

|                                                                                     |                           |       |                                                                                 | |
| 14 november UEFA Nations League Groep B3 № 300 «onderlinge duels» 20:45 uur (UTC+1) | Slovenië                  | 1 – 4 | Noorwegen                                                                       | Stožicestadion, Ljubljana Toeschouwers: 15.308 Scheidsrechter: Michael Oliver (ENG) Video-assistent: Jarred Gillett (ENG) |
| 14 november UEFA Nations League Groep B3 № 300 «onderlinge duels» 20:45 uur (UTC+1) | Benjamin Šeško 21' (pen.) |       | 4' Antonio Nusa 45' Erling Braut Haaland 59' Antonio Nusa 82' Jens Petter Hauge | Stožicestadion, Ljubljana Toeschouwers: 15.308 Scheidsrechter: Michael Oliver (ENG) Video-assistent: Jarred Gillett (ENG) |

|                                                                                     |                   |       |                       | |
| 17 november UEFA Nations League Groep B3 № 301 «onderlinge duels» 18:00 uur (UTC+1) | Oostenrijk        | 1 – 1 | Slovenië              | Ernst Happelstadion, Wenen Toeschouwers: 46.000 Scheidsrechter: Glenn Nyberg (SWE) Video-assistent: Pol van Boekel (NED) |
| 17 november UEFA Nations League Groep B3 № 301 «onderlinge duels» 18:00 uur (UTC+1) | Romano Schmid 27' |       | 81' Adam Gnezda Čerin | Ernst Happelstadion, Wenen Toeschouwers: 46.000 Scheidsrechter: Glenn Nyberg (SWE) Video-assistent: Pol van Boekel (NED) |

### 2025
|                                                                                   |           |       |          | |
| 20 maart UEFA Nations League Play-offs № 302 «onderlinge duels» 20:45 uur (UTC+1) | Slowakije | 0 – 0 | Slovenië | Národný futbalový štadión, Bratislava Toeschouwers: 12.545 Scheidsrechter: Maurizio Mariani (ITA) Video-assistent: Marco Di Bello (ITA) |
| 20 maart UEFA Nations League Play-offs № 302 «onderlinge duels» 20:45 uur (UTC+1) |           |       |          | Národný futbalový štadión, Bratislava Toeschouwers: 12.545 Scheidsrechter: Maurizio Mariani (ITA) Video-assistent: Marco Di Bello (ITA) |

|                                                                                   |                |              |           | |
| 23 maart UEFA Nations League Play-offs № 303 «onderlinge duels» 20:45 uur (UTC+1) | Slovenië       | 1 – 0 (n.v.) | Slowakije | Stožicestadion, Ljubljana Toeschouwers: 14.076 Scheidsrechter: István Kovács (ROU) Video-assistent: Cătălin Popa (ROU) |
| 23 maart UEFA Nations League Play-offs № 303 «onderlinge duels» 20:45 uur (UTC+1) | Adam Čerin 95' |              |           | Stožicestadion, Ljubljana Toeschouwers: 14.076 Scheidsrechter: István Kovács (ROU) Video-assistent: Cătălin Popa (ROU) |

|                                                                     |           |                   |          |                                                                                              |
| 6 juni Vriendschappelijk № 304 «onderlinge duels» 20:15 uur (UTC+2) | Luxemburg | 0 – 1             | Slovenië | Stade de Luxembourg, Luxemburg Toeschouwers: 7.508 Scheidsrechter: Matthew De Gabriele (MLT) |
| 6 juni Vriendschappelijk № 304 «onderlinge duels» 20:15 uur (UTC+2) |           | 44' Tamar Svetlin |          | Stade de Luxembourg, Luxemburg Toeschouwers: 7.508 Scheidsrechter: Matthew De Gabriele (MLT) |

|                                                                      |          |   |                       |                                                                     |
| 10 juni Vriendschappelijk № 305 «onderlinge duels» 18:00 uur (UTC+2) | Slovenië | – | Bosnië en Herzegovina | Stadion Z'dežele, Celje Toeschouwers: n.n.b. Scheidsrechter: n.n.b. |
| 10 juni Vriendschappelijk № 305 «onderlinge duels» 18:00 uur (UTC+2) |          |   |                       | Stadion Z'dežele, Celje Toeschouwers: n.n.b. Scheidsrechter: n.n.b. |

|                                                                                |          |   |        |                                                    |
| 5 september WK-kwalificatie Groep B № 306 «onderlinge duels» 20:45 uur (UTC+2) | Slovenië | – | Zweden | n.n.b. Toeschouwers: n.n.b. Scheidsrechter: n.n.b. |
| 5 september WK-kwalificatie Groep B № 306 «onderlinge duels» 20:45 uur (UTC+2) |          |   |        | n.n.b. Toeschouwers: n.n.b. Scheidsrechter: n.n.b. |

|                                                                                |             |   |          |                                                    |
| 8 september WK-kwalificatie Groep B № 307 «onderlinge duels» 20:45 uur (UTC+2) | Zwitserland | – | Slovenië | n.n.b. Toeschouwers: n.n.b. Scheidsrechter: n.n.b. |
| 8 september WK-kwalificatie Groep B № 307 «onderlinge duels» 20:45 uur (UTC+2) |             |   |          | n.n.b. Toeschouwers: n.n.b. Scheidsrechter: n.n.b. |

|                                                                               |        |   |          |                                                                           |
| 10 oktober WK-kwalificatie Groep B № 308 «onderlinge duels» 20:45 uur (UTC+2) | Kosovo | – | Slovenië | Fadil Vokrristadion, Pristina Toeschouwers: n.n.b. Scheidsrechter: n.n.b. |
| 10 oktober WK-kwalificatie Groep B № 308 «onderlinge duels» 20:45 uur (UTC+2) |        |   |          | Fadil Vokrristadion, Pristina Toeschouwers: n.n.b. Scheidsrechter: n.n.b. |

|                                                                               |          |   |             |                                                    |
| 13 oktober WK-kwalificatie Groep B № 309 «onderlinge duels» 20:45 uur (UTC+2) | Slovenië | – | Zwitserland | n.n.b. Toeschouwers: n.n.b. Scheidsrechter: n.n.b. |
| 13 oktober WK-kwalificatie Groep B № 309 «onderlinge duels» 20:45 uur (UTC+2) |          |   |             | n.n.b. Toeschouwers: n.n.b. Scheidsrechter: n.n.b. |

|                                                                                |          |   |        |                                                    |
| 15 november WK-kwalificatie Groep B № 310 «onderlinge duels» 20:45 uur (UTC+1) | Slovenië | – | Kosovo | n.n.b. Toeschouwers: n.n.b. Scheidsrechter: n.n.b. |
| 15 november WK-kwalificatie Groep B № 310 «onderlinge duels» 20:45 uur (UTC+1) |          |   |        | n.n.b. Toeschouwers: n.n.b. Scheidsrechter: n.n.b. |

|                                                                                |        |   |          |                                                    |
| 18 november WK-kwalificatie Groep B № 311 «onderlinge duels» 20:45 uur (UTC+1) | Zweden | – | Slovenië | n.n.b. Toeschouwers: n.n.b. Scheidsrechter: n.n.b. |
| 18 november WK-kwalificatie Groep B № 311 «onderlinge duels» 20:45 uur (UTC+1) |        |   |          | n.n.b. Toeschouwers: n.n.b. Scheidsrechter: n.n.b. |

NZS · A-internationals · Bondscoaches · Selecties · Statistieken · Sloveens vrouwenelftal · Olympisch elftal · Slovenië U21 · Slovenië U20 · Slovenië U19 · Slovenië U18 · Slovenië U17 · Slovenië U16
1991 – 1999 ·
2000 – 2009 ·
2010 – 2019 ·
2020 − 2029
EK's: 1996 · 
2000 · 
2004 · 
2008 · 
2012 · 
2016 · 
2020 · 
2024
WK's: 1998 · 
2002 · 
2006 · 
2010 · 
2014 · 
2018 ·
2022
1991 · 
1992 · 
1993 · 
1994 · 
1995 · 
1996 · 
1997 · 
1998 · 
1999 · 
2000 · 
2001 · 
2002 · 
2003 · 
2004 · 
2005 · 
2006 · 
2007 · 
2008 · 
2009 · 
2010 · 
2011 · 
2012 · 
2013 · 
2014 · 
2015 · 
2016 · 
2017 · 
2018 ·
2019 ·
2020 ·
2021 ·
2022 ·
2023 ·
2024
Albanië ·
Algerije ·
Argentinië ·
Armenië ·
Australië ·
Azerbeidzjan ·
België ·
Bosnië en Herzegovina ·
Bulgarije ·
Canada ·
China ·
Colombia ·
Cyprus ·
Denemarken ·
Duitsland ·
Engeland ·
Estland ·
Faeröer ·
 Finland ·
Frankrijk ·
Georgië ·
Ghana ·
Gibraltar ·
Griekenland ·
Honduras ·
Hongarije ·
IJsland ·
Israël ·
Italië ·
Ivoorkust ·
Joegoslavië ·
Kazachstan ·
Kosovo ·
Kroatië ·
Letland ·
Litouwen ·
Luxemburg ·
Malta ·
Mexico ·
Moldavië ·
Montenegro ·
Nederland ·
Nieuw-Zeeland ·
Noord-Ierland ·
Noord-Macedonië ·
Noorwegen ·
Oekraïne ·
Oman ·
Oostenrijk ·
Paraguay ·
Polen ·
Portugal ·
Qatar ·
Roemenië ·
Rusland ·
San Marino ·
Saoedi-Arabië ·
Schotland ·
Servië ·
Servië en Montenegro ·
Slowakije ·
Spanje ·
Trinidad en Tobago ·
Tsjechië ·
Tunesië ·
Turkije · 
Uruguay ·
Verenigde Arabische Emiraten ·
Verenigde Staten ·
Wales ·
Wit-Rusland ·
Zuid-Afrika ·
Zweden ·
Zwitserland
Algerije (2010) · 
Engeland (2010) · 
Paraguay (2002) · 
Spanje (2002) · 
Verenigde Staten (2010) · 
Zuid-Afrika (2002)
CONMEBOL: Argentinië · Bolivia · Brazilië · Chili · Colombia · Ecuador · Paraguay · Peru · Uruguay · Venezuela

UEFA: Albanië · Andorra · Armenië · Azerbeidzjan · België · Bosnië en Herzegovina · Bulgarije · Cyprus · Denemarken · Duitsland · Engeland · Estland · Faeröer · Finland · Frankrijk · Georgië · Gibraltar · Griekenland · Hongarije · IJsland · Ierland · Israël · Italië · Kazachstan · Kosovo · Kroatië · Letland · Liechtenstein · Litouwen · Luxemburg · Malta · Moldavië · Montenegro · Nederland · Noord-Ierland · Noord-Macedonië · Noorwegen · Oekraïne · Oostenrijk · Polen · Portugal · Roemenië · Rusland · San Marino · Schotland · Servië · Slovenië · Slowakije · Spanje · Tsjechië · Turkije · Wales · Wit-Rusland · Zweden · Zwitserland

AFC: Australië · China · Irak · Iran · Japan · Libanon · Oezbekistan · Oman · Qatar · Saoedi-Arabië · Syrië · Verenigde Arabische Emiraten · Vietnam · Zuid-Korea

CAF: Algerije · Burkina Faso · Congo-Kinshasa · Egypte · Ghana · Ivoorkust · Kaapverdië · Kameroen · Mali · Marokko · Nigeria · Senegal · Tunesië · Zuid-Afrika

CONCACAF: Canada · Costa Rica · Curaçao · El Salvador · Honduras · Jamaica · Mexico · Panama · Suriname · Verenigde Staten

OFC: Nieuw-Zeeland